# Галактион (епископ Сарский)
Епископ Галактион — епископ Сарайский (Сарский) и Подонский (Крутицкий).
С 1552 года — игумен Иосифо-Волоцкого монастыря.
В «Обиходе» Иосифова монастыря сказано, что августа 30-го творят память «по владыце Галахтионе».
В 1558 году переведен архимандритом в Московский Новоспасский монастырь.
8 апреля 1565 года хиротонисан во епископа Сарайского (Сарского) и Подонского.
Скончался 30 августа 1568 или 1569 года. Он был погребён в усыпальнице Сарских архиереев в бывшем архиерейском доме на Крутицах в Москве.